# Harvard University Press
La Harvard University Press (HUP) è la casa editrice universitaria dell'Università di Harvard. Fondata il 13 gennaio 1913, è specializzata nell'ambito dell'editoria accademica.
La casa editrice, facente parte dell'Association of American University Presses ("Associazione delle case editrici universitarie americane"), possiede propri uffici a Cambridge (Massachusetts), presso Harvard Square, e a Londra. 
Fra gli autori degni di nota, pubblicati dalla HUP, vi sono Eudora Welty, Walter Benjamin, Edward Osborne Wilson, John Rawls, Emily Dickinson, Stephen Jay Gould, Helen Vendler, Carol Gilligan. Il novero delle pubblicazioni annue si aggira su oltre 200 titoli. Inoltre detiene la sigla editoriale Belknap Press e distribuisce la Loeb Classical Library e la serie I Tatti Renaissance Library.
La Harvard University Press promuove, attraverso il suo manuale di stile, l'uso della virgola seriale (cioè la virgola posta prima della congiunzione che chiude un elenco), che viene infatti talvolta chiamata "virgola di Harvard".